# JD Natasha
Natasha Jeanette Dueñas (Kendall, Florida; 27 de febrero de 1988), más conocida como JD Natasha, es una cantante, compositora y cantautora estadounidense de música pop en español.

## Biografía
Natasha es hija de padre argentino y madre cubanoamericana, es la segunda de cuatro hermanos. Creció en Miami, Florida, los Estados Unidos.
Sus padres le cuentan que la escuchaban cantar con 2 años desde la cuna. Empezó a cantar en el coro de la iglesia con 5 años y su primera canción la escribió con 11 años.
Su tío la inició en el Rock clásico, mientras que, según asegura la misma Natasha, una tía suya que era pianista influyó en ella a la hora de tocar el piano. En el tercer grado de la escuela elemental inicia sus estudios de piano, instrumento que nunca ha dejado. Comenzó con la guitarra en su instituto de secundaria, el Coral Reef Senior High, donde llega a fundar, junto a una amiga, un grupo llamado Wrewind.
Tiene como amuleto su guitarra, con la que, además de con su piano, compone sus canciones en las que habla de su vida y sus cosas, según lo que ella ha dicho: "Compongo cuando tengo la necesidad de comunicar algo que siento. No me pongo a hacer música si internamente mis sentimientos y mis sentidos no me lo impiden".
Algunas de sus canciones las tocó en un grupo que formó con unos amigos suyos músicos. Según dice Natasha: "Nos fue muy bien y nos resultó una buena experiencia. Después nos desintegramos y yo seguí cantando sola y haciendo mi propia música". Se autodefine romántica, artística y, además, le gusta actuar (ha interpretado algunas obras de teatro). En cuanto a la música, no tiene preferencias: "Siempre que me guste y me parezca buena música, la disfruto. Lo mismo escucho a Nirvana, The Cure y The Beatles que a Celia Cruz y Obie Bermúdez".
Su alias, JD Natasha, es derivado de su nombre real, la J de Jeanette, su segundo nombre, y la D de Dueñas, su apellido.

## Carrera musical
Natasha grabó un demo en casete, y su padre la hizo circular entre los clientes de su peluquería. Uno de ellos pidió permiso para llevárselo a su vecino, Jorge Pino, presidente de EMI Latin; le gustó y llevó a Natasha a grabar a los estudios Crescent Moon, en Miami. Allí estuvieron con ella los productores Sebastián Krys y Gustavo Menéndez y colaboradores como Martin Chan o Elsten Torres. Así nació su álbum debut "Imperfecta/Imperfect", su único álbum en solitario, en el que se incluyen canciones tanto en español como en inglés (idioma en el que hacía, en un principio, la práctica totalidad de sus canciones). Salió a la venta el 13 de julio de 2004.
"Imperfecta/Imperfect" recibió la etiqueta de Parental Advisory de la Asociación de Industria Magnetofónica de América (RIAA), pero también estuvo muy bien acogido tanto por el público como por los medios (por ejemplo, el Miami Herald lo declaró el mejor álbum latino del año). El primer sencillo del disco, "Lágrimas", alcanzó el número 14 de la lista Billboard Hot Latin Tracks y el 8 de la Latin Pop Airplay.
JD Natasha recibió 3 nominaciones a los Grammy Latinos en 2005 en las categorías "Mejor artista revelación", "Canción del año" y "Mejor álbum de rock vocal".
A partir de 2009, decidió cambiar su nombre artístico por el de Natasha Jeanne y entró a formar parte de un grupo de Indie Rock llamado Fancy Me Yet, en el cual aporta su voz y maneja los teclados. No cuentan con sello discográfico y aún no existe fecha para el lanzamiento de su disco debut con el grupo.
Actualmente es vocalista del grupo The Second Howl.

## Discografía

### Álbumes
- 2004: Imperfecta/Imperfect (EMI Music)

### Sencillos
- Lágrimas
- Tanto
- Plástico
- Imperfect
- Tatuaje
- Piscis
- Ingredientes